# 菲迪南·赫爾特
菲迪南·赫爾特（Ferdinand Hurter，1844年3月15日—1898年3月12日）是定居在英國的瑞士化學家，他潛心研究攝影膠卷的感光測定及密度測定之關係，和維羅·查爾斯·德里菲爾德共同提出HD曲線理論。